# Степне (Вугледарська міська громада)
Степне́ — село (до 2011 року — селище) Вугледарської міської громади Волноваського району Донецької області України. У селі мешкає 1305 людей.

## Загальна інформація
Відстань до Мар’їнки становить близько 23 км і проходить переважно автошляхом місцевого значення.
Землі села межують із територією с. Пільне Волноваського району Донецької області.
Поруч із селом розташований зупинний пункт 1172 км. У селі беруть початок Балка Велико-Тарама та балка Тарама.

## Населення
За даними перепису 2001 року населення села становило 1305 осіб, із них 78,47 % зазначили рідною мову українську, 21,3 % — російську, 0,15 % — грецьку та 0,08 % — білоруську мову.

## Люди
В селі народилися:
- Єрьомка Микола Іванович (нар. 1956) — живописець.
- Компанієнко Володимир Іларіонович (нар. 1935) — один із провідних агрономів Донбасу, заслужений агроном України.